# Claudius Salmasius

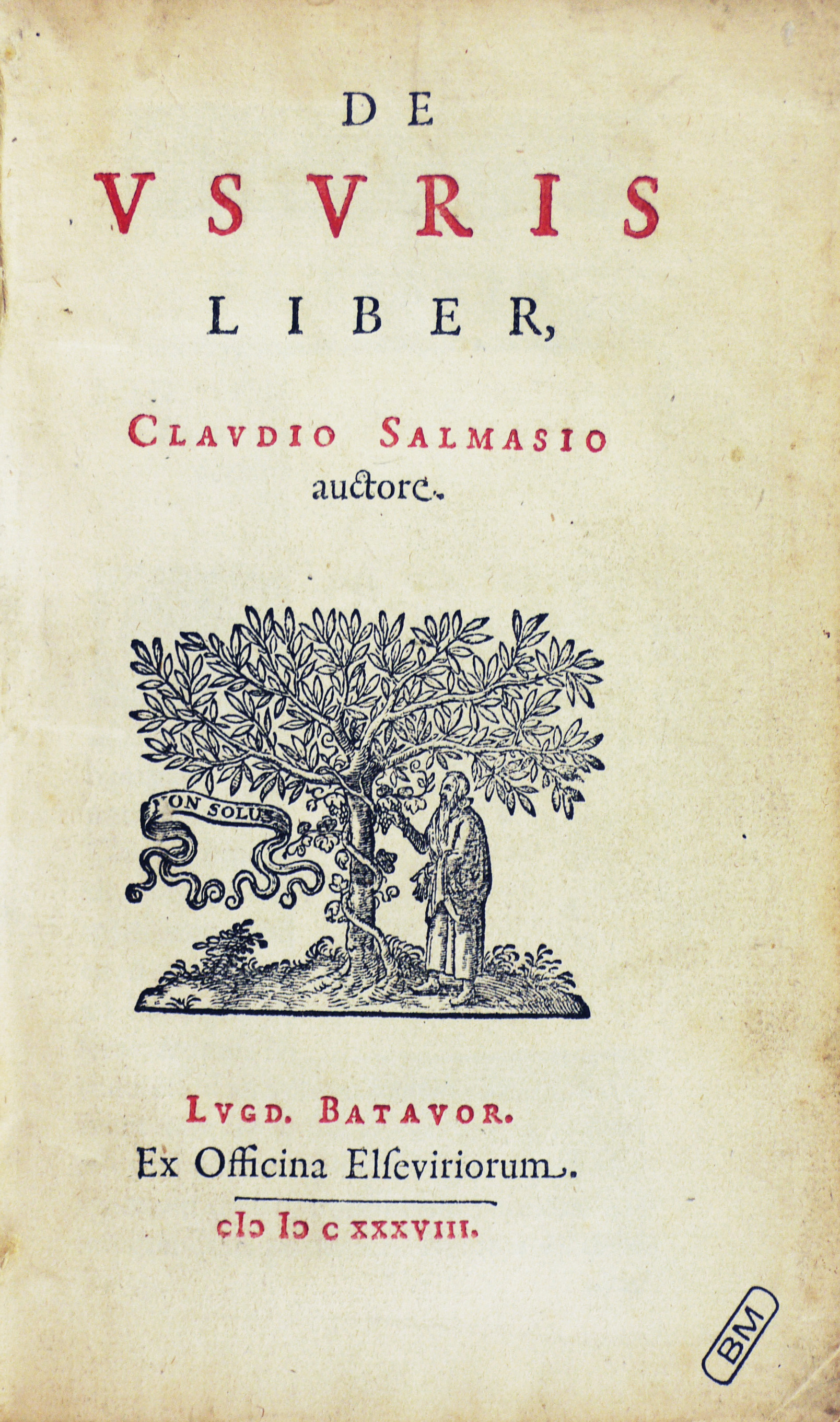
De usuris, 1638.

Drottning Kristina med Professor Saumaise, av Niklas Lafrensen.

Claudius Salmasius, fr. Claude de Saumaise, född 1588 i Semur-en-Auxois, död 1653 i Spaa, var en fransk filolog; professor vid universitetet i Leiden i Nederländerna från 1631.
Salmasius studerade i Paris och Heidelberg och utbildade sig till en polyhistor särskilt inom det språkliga området. Han kallades 1631 till professor i Leiden, en post som tidigare innehafts av Scaliger, vars lärda berömmelse han ansågs kunna ärva, utgav där en mängd skrifter även av politiskt och teologiskt innehåll i reformert anda, till exempel De primatu papae (1645), men försvarade likväl Stuartarnas monarki, särskilt i skriften Defensio regia pro Carolo I (1649).
Denna skrift väckte förargelse på flera håll, och Salmasius erhöll 1650 tjänstledighet samt hörsammade drottning Kristinas kallelse till Sverige, där han vistades något mer än ett år (till hösten 1651). Drottningen visade Salmasius alldeles särskild välvilja, lät honom bo på slottet och försökte i det längsta kvarhålla honom, när han återkallades av kuratorerna för Leidens universitet, samt ville sedan förmå honom komma tillbaka till Stockholm. Den sjuklige Salmasius hade emellertid inte trivts i Sverige.
Salmasius utmärkte sig för omfattande lärdom, men ägde mindre skarpsinne samt ansågs högdragen och polemisk, var dessutom något av en libertinnatur. Bland hans många skrifter, av vilka flera utkom först efter hans död, märks främst Plinianae exercitationes (2 band, 1629; ny upplaga 1689), vidare kan nämnas De usuris (1638), De modo usurarum (1639), De faenore trapezitico (1640), De lingua hellenistica (1643), Funus linguae hellenisticae (samma år), De annis climactericis et de antiqua astrologia (1648), Epistolae (1656), De re militari romanorum (1657) samt upplagor av åtskilliga romerska författare.